# Pang Yao

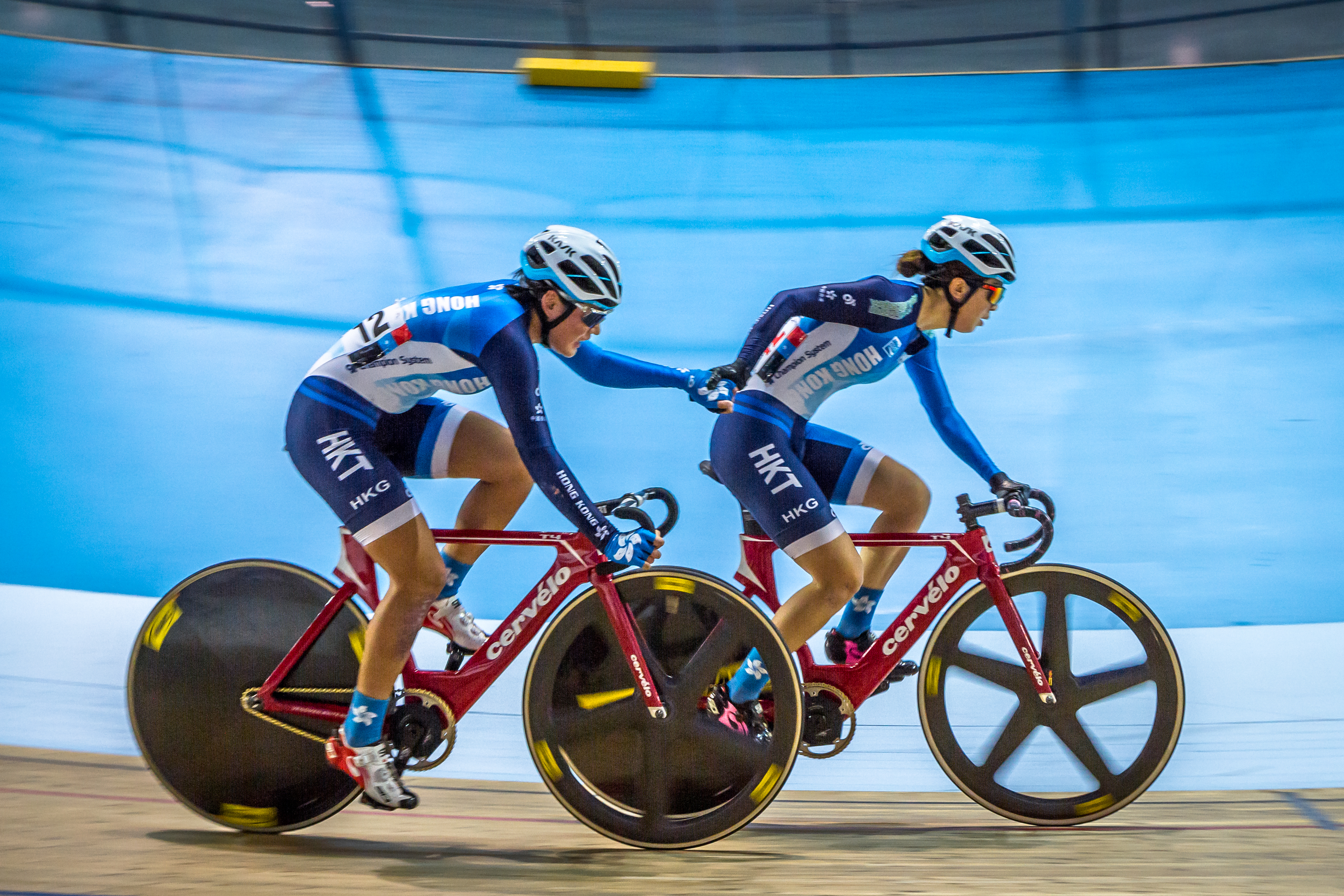
Pang Yao (à gauche) avec Yang Qianyu lors de la Coupe du monde sur piste à Milton (2017).

Pang Yao, née le 27 mai 1995, est une coureuse cycliste hongkongaise. Active sur route et sur piste, elle est notamment championne d'Asie de l'américaine en 2017 et championne de Hong Kong du contre-la-montre en 2015.

## Palmarès sur piste

### Jeux olympiques
- Tokyo 2020
  - 18e de l'omnium

### Championnats du monde
- Saint-Quentin-en-Yvelines 2015
  - 14e de la poursuite par équipes
  - 15e de la course aux points
  - 19e de la poursuite
- Londres 2016
  - 12e de la poursuite
  - 18e de la course aux points
- Hong Kong 2017
  - 11e de l'américaine
  - 13e de la poursuite par équipes
  - 17e de l'omnium
- Pruszków 2019
  - Abandon lors de l'américaine

### Jeux asiatiques
- Jakarta 2018
  -  Médaillée d'argent de l'américaine

### Championnats d'Asie
- 2014
  -  Médaillée d'argent de la poursuite
  -  Médaillée de bronze de la poursuite par équipes
- 2015
  -  Médaillée d'argent du scratch
  -  Médaillée d'argent de la poursuite par équipes
- 2017
  -  Championne d'Asie de l'américaine (avec Meng Zhaojuan)
  -  Médaillée d'argent de la poursuite par équipes
- Jakarta 2019
  -  Médaillée de bronze du scratch
- Jincheon 2020
  -  Championne d'Asie de la course aux points (avec Yang Qianyu)

### Championnats nationaux
- Championne de Hong Kong de poursuite juniors en 2013

- Championne de Hong Kong de l'omnium en 2015
- Championne de Hong Kong de l'américaine en 2018

## Palmarès sur route
- 2012
  -  Championne d'Asie du contre-la-montre juniors
  -  Médaillée d'argent du championnat d'Asie sur route juniors
- 2013
  -  Championne d'Asie du contre-la-montre juniors
  -  Championne d'Asie sur route juniors
  - Championne de Hong Kong sur route juniors
  - 2e du championnat de Hong Kong du contre-la-montre juniors
- 2014
  - 2e du championnat de Hong Kong du contre-la-montre
  - 5e du championnat d'Asie du contre-la-montre
- 2015
  - Championne de Hong Kong du contre-la-montre
  - 3e du championnat de Hong Kong sur route
- 2016
  -  Médaillée de bronze du championnat d'Asie du contre-la-montre
- 2017
  - Championne de Hong Kong du contre-la-montre
  - 2e du championnat de Hong Kong sur route
- 2018
  - Championne de Hong Kong sur route
  - 2e du championnat de Hong Kong du contre-la-montre
- 2019
  -  Médaillée de bronze du championnat d'Asie du contre-la-montre par équipes
  - 3e du championnat de Hong Kong du contre-la-montre